# Naryn-Kala
Naryn-kala  es una antigua ciudadela pre-árabe, parte de las Fortificaciones de Derbent, conectada al Mar Caspio por dobles muros diseñados para bloquear las llamadas Puertas Caspias al estado  persa sasánida. Está incluida en la lista de Patrimonio Mundial por la UNESCO.

## Etimología
Una de las traducciones del nombre Naryn-Kala del persa medio al ruso: «La Fortaleza Solar». Según otras fuentes, recibió el nombre de Naryn en honor a la hija del Sah persa, que significa «tierno», «hermoso».

## Descripción

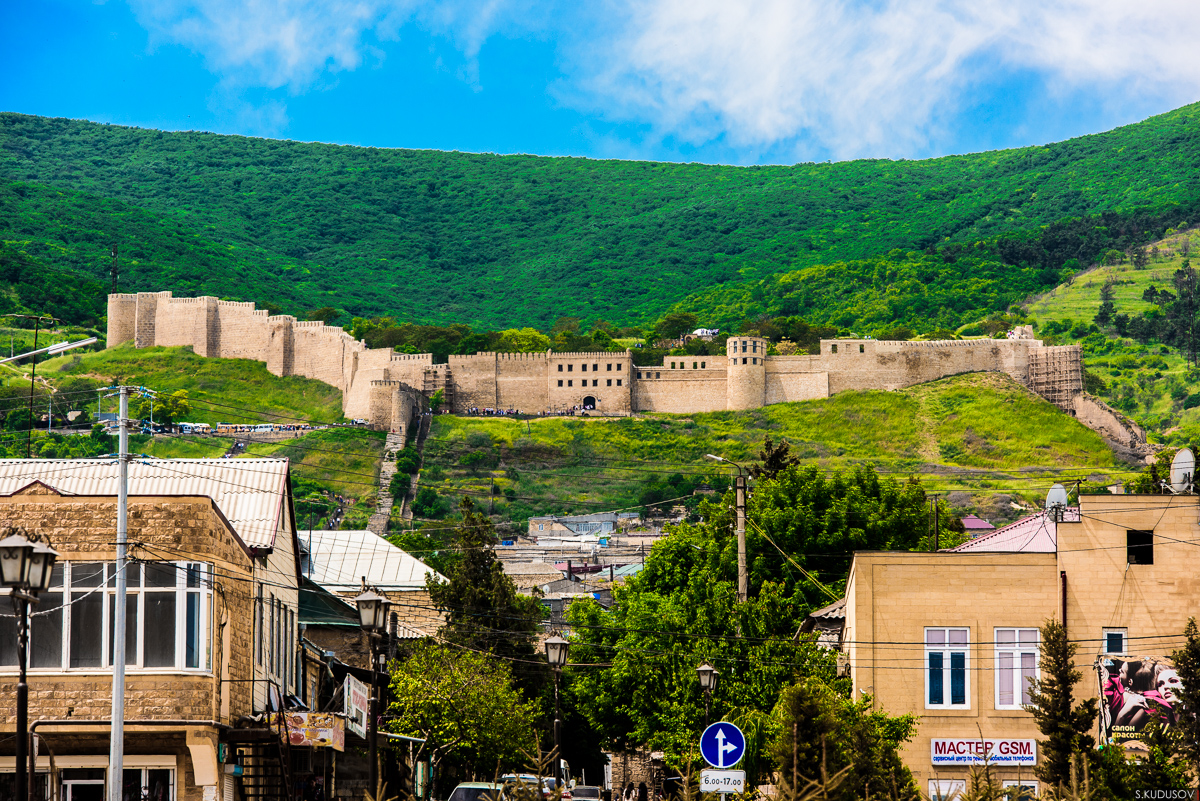
Vista de la ciudadela Naryn-Kala.

La ciudadela de Naryn-Kala ocupa la cima de la colina más cercana al mar. El camino a lo largo de la costa estaba bloqueado por dos muros de fortaleza paralelos (Muro de Derbent), contiguo a la ciudadela en el oeste, y dejando en el extremo oriental al mar, evitando que la fortaleza se desplace en aguas poco profundas y formando un puerto para barcos. Entre las paredes separadas entre sí por 350-450 m se encontraba la ciudad medieval de Derbent. A 40 km al oeste de la ciudadela, el «Muro de la Montaña» (Dag-bars) se extendía para evitar que la fortaleza rodeara los valles y pasos de la montaña. A pesar de su antigüedad, la fortaleza jugó un papel defensivo crucial durante siglos. Los nuevos propietarios lo reconstruyeron y actualizaron, por lo que hoy, como en los anillos anuales del árbol, la estructura se puede utilizar para rastrear toda la historia de Derbent.
Una ciudadela de forma irregular cubre un área de 4.5 ha. Con unas dimensiones aproximadamente de 180 metros de ancho y 280 metros de largo; los muros están fortificados con pequeñas torres —a una distancia de 20-30 metros entre sí— y una torreta en el suroeste. Las laderas empinadas de la montaña proporcionan protección adicional en tres de sus lados.

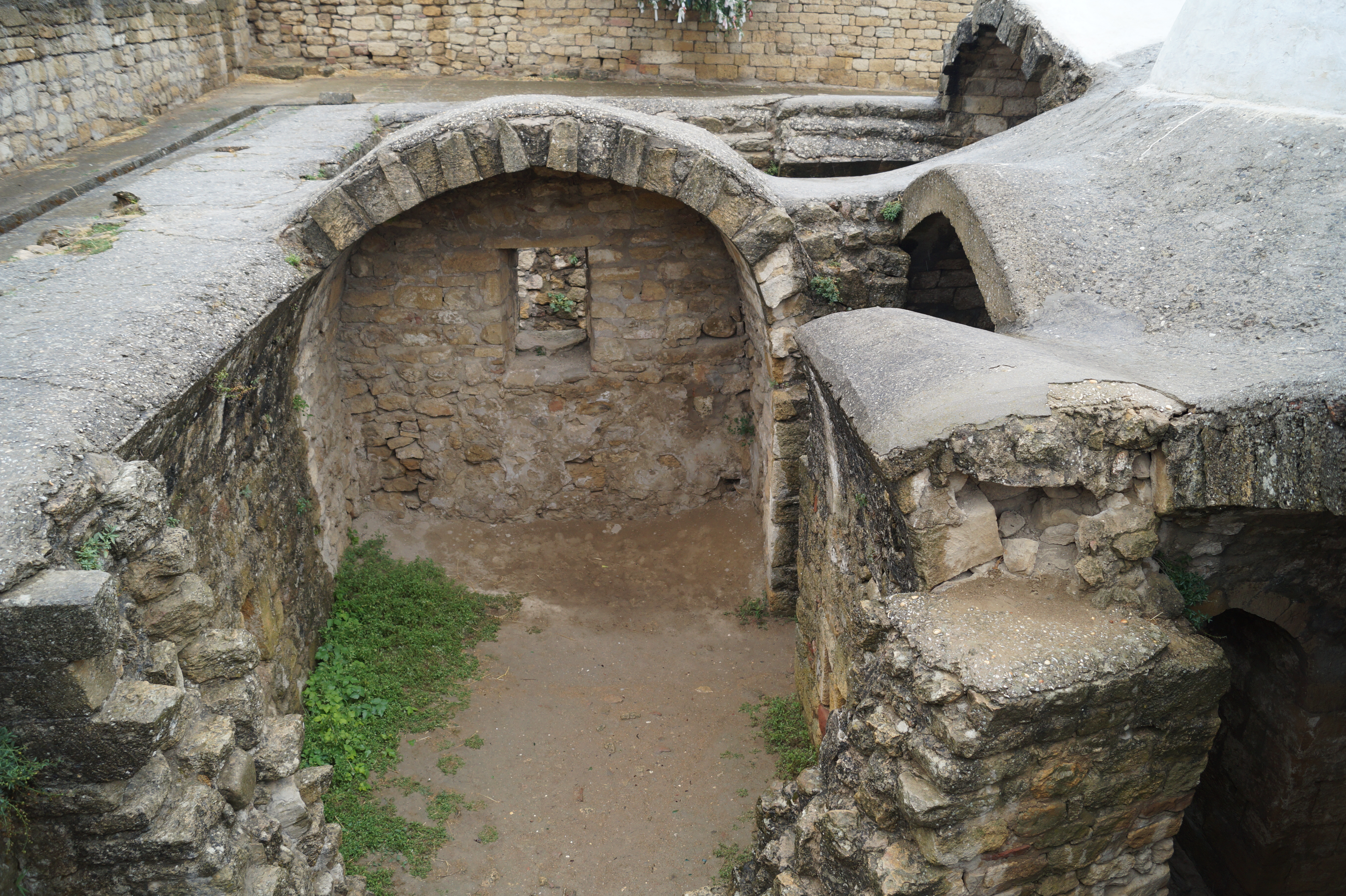
Baño, en Naryn-Kala.

Dentro de la ciudadela hay baños, un sistema de suministro de agua de la fortaleza hecho de tubos de cerámica, las ruinas del palacio del Shah, un gran portal de entrada y parte de las paredes. La opinión sobre la existencia de una iglesia cristiana primitiva de los siglos IV y V —la más antigua de Rusia— es diversa. Algunos expertos consideran que la sala con cúpula cruzada es un depósito; otros notan la falta de un conducto de agua en el fondo y el terreno —en lugar de medio subterráneo o subterráneo— de la estructura, consideran que la forma de construcción es inconveniente para un depósito, que generalmente era rectangular o cuadrado en Derbent, y también notan la orientación de la estructura a los puntos cardinales. Cada muro tiene tres puertas, la más antigua de las cuales es la Orta Cana (Puerta del Medio). Los muros exteriores de hasta 3 metros de espesor continúan rodeando a Naryn-Kala a lo largo del perímetro.

## Historia
Derbent se encuentra en el lugar más estratégicamente vulnerable del paso del Caspio, donde las montañas del Gran Cáucaso están más cerca del mar, dejando una única estrecha franja de 3 km de llanura. La Fortaleza Derbent es parte de un gran sistema defensivo que protegió a los pueblos de Transcaucasia y Asia Occidental de las invasiones de nómadas del norte. El sistema incluía murallas de la ciudad, una ciudadela, malecones y el muro de la montaña de Dag-bar.
Desde el oeste, los muros de Derbent se unen a la ciudadela de Naryn-Kala, que fue construida después del siglo X, porque antes de eso, al acercarse al enemigo, se había encendido una señal de fuego.
La fortaleza conocida hoy fue construida en el siglo VI en la cresta Dzhalgan, por orden del gobernante persa Khosrov I Anushirvan («Alma inmortal») de la dinastía sasánida. Desde el 735, Derbent y Naryn-Kala se convirtieron en el centro militar y administrativo del califato árabe en Daguestán, así como el puerto comercial más grande y el centro de la expansión del Islam en esta tierra.

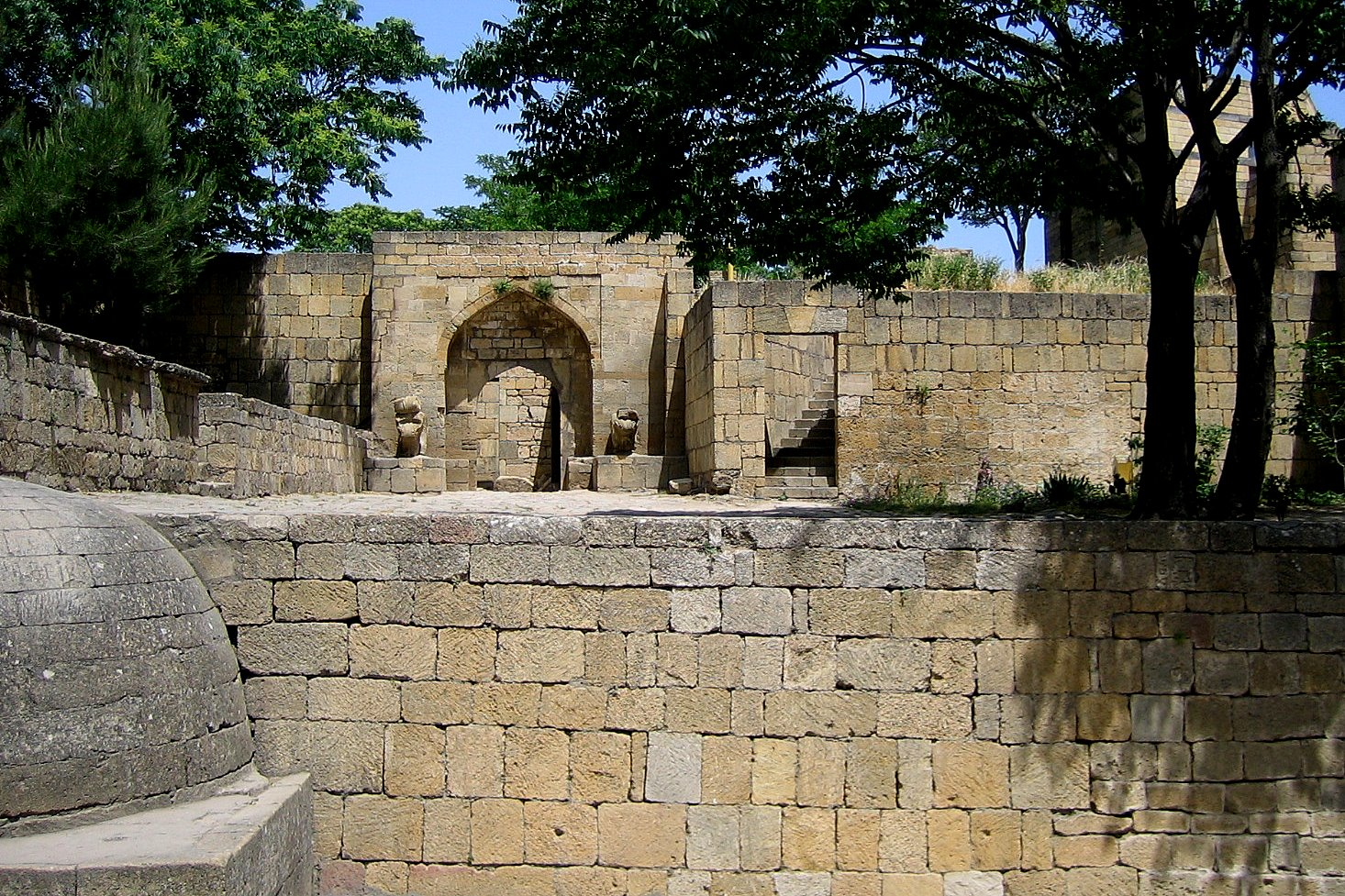
Palacio del Khan dentro de Naryn-Kala.

Como resultado de la campaña del Caspio, la ciudad de Derbent se convirtió en parte del Imperio ruso. El emperador Pedro I de Rusia durante la campaña se mudó a un refugio hecho especialmente para él donde permaneció por tres días, hoy es una atracción local, el palacio del khan, a quien el Bey de Derbent trajo las llaves de la ciudad en un plato de plata cubierto con un brocado persa —almacenado en la Kunstkamera de San Petersburgo— con las palabras:

Derbent recibió la fundación de Alejandro Magno y, por lo tanto, no hay nada más decente y más justo que la ciudad fundada por el gran monarca para ser transferida al poder a otro monarca, nada menos que su gran monarca.

En algunas fuentes, la fortaleza de Derbent fue llamada la «muralla de Alejandro Magno». debido a la creencia en la leyenda, de que fue construida por el gran conquistador. Pero Alejandro de Macedonia nunca estuvo en la Puerta Derbent.
Durante la expedición persa de 1796, la fortaleza fue capturada de nuevo por las tropas rusas bajo el liderazgo del general Valerian Zúbov, quien colocó el cuartel general en la ciudadela.
En el territorio de Naryn-Kala, las excavaciones arqueológicas todavía están en curso. Hoy, Naryn-Kala está incluida en la Lista del Patrimonio Mundial de la UNESCO y es una de las atracciones importantes de Daguestán, para cuya restauración se asignaron fondos de 1.500 millones de rublos el año 2000 aniversario de Derbent.